# Archives du film coréen
Les archives du film coréen ou Korea Film Archive, aussi appelées fédération coréenne des archives du film, est la seule cinémathèque de Corée du Sud bénéficiant d'une couverture nationale. Fondées à Séoul en 1974 comme organisation à but non-lucratif, elles rejoignent en 1976 la fédération internationale des archives du film en tant qu'observateur, puis comme membre à part entière en 1985,.
Ses principales tâches sont de collecter, préserver et classer les films et documents liés au cinéma, ainsi que de favoriser l'accessibilité à ses collections. La plupart des originaux restants et des copies de films coréens y sont conservés. Son siège principal se trouve dans le quartier de Sangam-dong (en) à Séoul, deux succursales locales se trouvent à Pusan et Bucheon, et un centre de préservation secondaire se trouve à Seongnam. Son centre principal dispose de plusieurs équipements publics, dont la cinémathèque, le musée du film coréen, et une bibliothèque de référence. Récemment, l'organisme s'est concentré sur la numérisation de films coréens et a édité en DVD plusieurs films classiques. Il exploite également la base de données en ligne la plus fiable de films coréens, ainsi qu'un service de streaming de films en ligne.

## Histoire
Établies sous le nom de Centre de stockage de film coréen en 1974 dans le quartier de Namsan-dong, elles déménagent à Seocho-dong en 1990. En 1991, elles sont rebaptisées Centre de média coréen par des fondations. Elles sont réorganisées en société spéciale basée sur la Loi sur la promotion du cinéma en 2002. L'organisme construit son propre siège à Sangam-dong en mai 2007 et il ouvre officiellement l'année suivante. Il comprend des installations auxiliaires et de restauration équipées d'une installation anti-aérienne et de photo pour la conservation de films et autres matériaux, de services de projection de films et d'actualités, et d'un cinéma qui permet la mise en lumière de films. Elles sont membres de la Fédération internationale des archives du film qui tient son assemblée générale à Séoul en 2002. Il s'agit d'une organisation publique de services culturels relevant du ministère de la Culture, du Sport, et du Tourisme (en).

## Fonctions
Les archives du film coréen ont trois fonctions principales et divers types de services d'accès référentiel :
- la collection et catégorisation de films
- la préservation restauration et numérisation de film
- le filtrage et services de référence de films
- la publication de ressources académiques et référentielles
- l'exploitation de bases de données en ligne sur le cinéma coréen
- Korean Movie Database en ligne